# Adinol
Adinol, adinolit – rodzaj skały metamorficznej.
Składa się głównie z albitu i kwarcu (drobnokrystalicznego). Adinol ma barwę jasnoszarą, jest twardy, ma przełam muszlowy.
Powstaje na skutek metamorfozy skał osadowych, zazwyczaj ilastych, pod wpływem intruzji skał zasadowych lub gorących roztworów proweniencji magmowej, bogatych w sole sodowe i krzemionkę. Tworzy się w spągu skał wylewnych lub na kontaktach z intruzjami hipabysalnymi.
W Polsce występuje w Sudetach, Karpatach i Górach Świętokrzyskich.